# Romeo Sacchetti
Romeo Sacchetti, född 20 augusti 1953 i Altamura, Italien, är en italiensk basketspelare som tog tog OS-silver 1980 i Moskva. Detta var Italiens första basketmedalj i OS, och det kom att dröja till baskettävlingarna vid OS 2004 i Aten innan nästa medalj - ett silver - togs.